# Гампстед (станція метро)
51°33′25″ пн. ш. 0°10′42″ зх. д. / 51.556944° пн. ш. 0.178333° зх. д.
Гампстед (англ. Hampstead) — станція відгалуження Еджвар Північної лінії Лондонського метро. Станція розташована на межі 2-ї та 3-ї тарифних зон, у районі Гампстед, боро Барнет, Лондон, між станціями  Голдерс-Грін та Белсайз-парк. Пасажирообіг на 2017 рік — 4.83 млн осіб.
Конструкція станції: «англійського типу», на дузі. Глибина закладення: 58.5 м.
- 22. червня 1907: відкриття станції у складі Charing Cross, Euston & Hampstead Railway.

## Пересадки
- На автобуси London Bus маршрутів: 46, 268, шкільний маршрут: 603 та нічний маршрут: N5